# المعهد العالي لمهن الموضة بالمنستير
 المعهد العالي لمهن الموضة بالمنستير هو إحدى المؤسسات العليا التابعة لجامعة المنستير، وقد أحدث عام 2001 بمقتضى الأمر عدد-2003 126 مؤرخ في 14 جانفي 2003 ويتمتع بالشخصية المدنية والاستقلال المادي.

شعار المعهد العالي لمهن الموضة بالمنستير

## أهدافه
من الأهداف التي حددت لمعهد:
- تكوين مختصين في ميداني النسيج والإكساء
- تكوين فريق عمل متكامل داخل مؤسسات النسيج والإكساء.
- تطوير وتطويع برامج تكوين بما يتماشى ومتطلبات مؤسسات النسيج والإكساء.

## أرقام
طبقا لأرقام السنة الدراسية 2007-2008 يدرس بها 856 طالبا من بينهم 681 طالبة.

## الشهادات
يؤمّن المعهد تكوين الطلبة في اختصاصات مختلفة تنتهي بإحدى الشهادات التالية: 
- الإجازة التطبيقية: الأنقليزية، الإيطالية، الألمانية، الإسبانية
- الإجازة التطبيقية: في الابتكار: تصميم الأقمشة
- الإجازة التطبيقية: في الابتكار: تصميم الأزياء
- الإجازة التطبيقية: في الابتكار: تنفيذ تصميم الأزياء
- الإجازة التطبيقية: في الابتكار: تصميم مكملات الموضة
- الإجازة التطبيقية: في صناعة الملابس
- الإجازة التطبيقية: فني تجاري في الملابس

## الإدارة
- المدير:  سناء الجماري الأعماري
- الكاتب العام: جلال الممي

## وصلة خارجية
- موقع المعهد العالي لمهن الموضة بالمنستير.